# 千光寺 (名古屋市)
千光寺（せんこうじ）は、愛知県名古屋市中区伊勢山二丁目にある曹洞宗の寺院。

## 概要
本尊は延命地蔵尊。鎮守に秋葉三尺坊大権現（秋葉権現）を祀る。

## 歴史
この寺は、江戸時代末期に秋葉堂（のちに千光堂を経て現在の千光寺）として創建されたのに始まる。亀嶽林萬松寺 三十三世住職 顧堂鑑法大和尚 により開山。

## アクセス
- 名古屋市営地下鉄名城線 東別院駅より徒歩で約5分。